# Facetotecta
Facetotecta (лат.) — инфракласс ракообразных из класса Maxillopoda, известный только по личинкам.

## История
Впервые были обнаружены немецким зоологом Виктором Хенсеном (1835—1924) в водах Северного моря в 1887 году, но отнесены им к копеподам семейства Corycaeidae. Позднее, датский зоолог Ганс Якоб Гансен (1855—1936) пришёл к выводу что это личинки Усоногих ракообразных и назвал их «y-nauplia».

## Описание
Взрослые стадии развития не найдены, вероятно являются эндопаразитами других животных, обитающих в коралловых рифах. Известны только по личинкам («y-nauplius» и «y-cyprid») длиной 250—620 микрометров. Обнаружены главным образом, в северной части Атлантического океана, окрестных водах Японии и в бассейне Средиземного моря.

## Систематика
В инфраклассе одно семейство Hansenocarididae Itô, 1985 и единственный род Hansenocaris Itô, 1985. Генетический анализ с использованием рибосомальной 18S РНК показал, что Facetotecta являются сестринской группой к остальным Thecostraca (Ascothoracida и Cirripedia). Около 10 видов.
- Hansenocaris acutifrons Itô, 1985
- Hansenocaris corvinae Belmonte, 2005
- Hansenocaris furcifera Itô, 1989
- Hansenocaris itoi Kolbasov & Høeg, 2003
- Hansenocaris leucadea Belmonte, 2005
- Hansenocaris mediterranea Belmonte, 2005
- Hansenocaris pacifica Itô, 1985
- Hansenocaris papillata Kolbasov & Grygier, 2007
- Hansenocaris rostrata Itô, 1985
- Hansenocaris salentina Belmonte, 2005
- Hansenocaris tentaculata Itô, 1986